# NB-9 Biokovac
NB-9 Biokovac (Naoružani brod-9 — Вооружённый корабль-9 «Биоковац») — патрульный корабль партизанских военно-морских сил Югославии. Изначально был построен как рыболовное судно в Италии, в сентябре 1943 года захвачен партизанами.
1 октября 1943 вступил в первый бой и предпринял попытку захвата транспортного корабля «Раб» ВМС НГХ, но корабль ушёл от обстрела. В ночь с 3 на 4 ноября 1943 NB-9 участвовал в боях против кораблей «Мария» (хорв. Marija) и «Напред» (хорв. Naprijed): был повреждён, ранение получил капитан, но при этом корабли также подверглись обстрелу, а семь моряков противника были ранены.
В ночь с 8 на 9 декабря 1943 экипаж «Биоковаца» при поддержке катера PČ-54 захватил усташское судно «Ядро» (хорв. Jadro): в плен попали 6 членов экипажа, 30 усташей и 2 немца. В качестве трофея достались 31 винтовка, 8 пистолетов-пулемётов и 90 тонн продовольствия. Считается, что командир «Ядра» был в сговоре с разведкой партизан и сам подал сигнал о своём местонахождении партизанскому флоту.
В ночь на 20 февраля 1944 NB-9 был по ошибке обстрелян британским эсминцем и затонул. Однако экипаж удалось спасти.